# William Osula
William Idamudia Daugaard Osula (født 4. august 2003) er en dansk professionel fodboldspiller, som spiller for Premier League-klubben Newcastle United.

## Klubkarriere

### Sheffield United
Osula skiftede i 2018 til Sheffield United, og skrev i juli 2021 sin første professionelle kontrakt med klubben. Han fik sin førsteholdsdebut for klubben den 16. marts 2022 i en kamp imod Blackpool.
Han blev i 2022-23 sæsonen udlejet til Derby County.

### Newcastle United
Osula skiftede i august 2024 til Newcastle United.

## Landsholdskarriere
Osula har repræsenteret Danmark på flere ungdomsniveauer.

## Privat
Osula er født i København til en dansk mor og en nigeriansk far.